# ビジネス維新
ビジネス維新はテレビ東京で2005年4月3日から同年9月25日まで毎週日曜日7:00から7:30に放送された経済番組である。

## 放送タイトル
- 4月3日：デフレ時代は終ったのか?
- 4月10日：流通小売不振を脱却せよ!
- 4月17日：中小企業の今
- 4月24日：光岡自動車 光岡進
- 5月1日：日本経済の行く末とは!?
- 5月8日：フリーター400万人に日本危機!?
- 5月15日：出版不況 問題はこれだ!!
- 5月22日：少子化は日本を滅ぼす?
- 5月29日：ペットの高齢化拡大で新ビジネス
- 6月5日：携帯電話ビジネス
- 6月12日：西武王国崩壊の真相
- 6月19日：中小製造業の再生に迫る!
- 6月26日：倒産企業を見抜く!リスクマネジメントを徹底検証!!
- 7月3日：アルバイトの人材派遣会社 フルキャスト
- 7月10日：音楽不況その原因は?
- 7月17日：ビジネスホテル戦争勃発
- 7月24日：T&G野尻に直撃!ブライダルビジネスの未来とは?
- 7月31日：IT企業の雄 サイボウズに潜入
- 8月7日：ビジネスマン必見 中国での成功の秘訣を公開!!
- 8月14日：間違いだらけの日本企業を宋文洲が徹底検証!!海外で成功する企業改善の秘訣を語る!!」
- 8月21日：名門アパレル復活!?企業再生のプロ社長就任
- 8月28日：人材育成でお悩みの方必見です!!
- 9月4日：ラーメンビジネスの知られざる裏側に迫る!!
- 9月11日：北尾そしてSBIの全てを徹底解剖!! 前編
- 9月18日：北尾そしてSBIの全てを徹底解剖!! 後編
- 9月25日：S-1グランプリ開催!!

## キャスター
- 福島敦子